# Brian Wilde
Brian Wilde (ur. 13 czerwca 1927 w Ashton-under-Lyne, zm. 20 marca 2008 w Ware) – brytyjski aktor, najszerzej znany ze swoich telewizyjnych ról komediowych, zwłaszcza w serialach Babie lato i Odsiadka.

## Kariera aktorska
Ukończył Royal Academy of Dramatic Art w Londynie, najbardziej prestiżową brytyjską szkołę teatralną. W 1952 zadebiutował w telewizji w wyprodukowanym specjalnie na mały ekran filmie The Man with the Gun. W kinie po raz pierwszy pojawił się rok później, grając małą (niewymienioną w napisach) rolę w filmie Street Corner. W 1955 otrzymał pierwszą stałą rolę w serialu telewizyjnym, którym był kryminalny Portrait of Alison. W latach 60. był wziętym aktorem-epizodystą, pojawiającym się w niewielkich rolach w wielu filmach i serialach, m.in. Doktorze do dzieła czy Armii tatuśka. W 1971 wystąpił w serialu historycznym Królowa Elżbieta, gdzie odtwarzał postać kata zajmującego się torturowaniem więźniów w Tower of London.
Szeroką rozpoznawalność wśród brytyjskiej publiczności zdobył dopiero po czterdziestce, za sprawą występów w dwóch bardzo popularnych serialach komediowych. Chronologicznie pierwszym z nich była Odsiadka (Porridge), emitowana w latach 1973-1977 i wznowiona w 1979 jako film kinowy. Serial ten rozgrywał się w zakładzie karnym, zaś Wilde grał raczej dobrotliwego klawisza, pana Barrowclough. W 1976 dołączył do obsady Babiego lata, gdzie zastąpił Michaela Batesa, który musiał odejść z serialu po dwóch seriach z powodu choroby nowotworowej. Grany przez Wilde’a Foggy Dewhurst był emerytowanym wojskowym, który tworzył nierozerwalny tercet raczej niefrasobliwych dziadków z bohaterami granymi przez Petera Sallisa i Billa Owena. Wilde grał w serialu od 1976 do 1985 i ponownie w latach 1990-1997.

## Śmierć
W styczniu 2008 Wilde upadł w swoim domu w hrabstwie Hertfordshire, a w kolejnych tygodniach jego stan systematycznie się pogarszał. Zmarł we śnie 20 marca tego samego roku. Pozostawił żonę i dwoje dzieci.